# De klop op de deur
De klop op de deur is een Nederlandse televisieserie in 15 afleveringen die tussen 29 september 1970 en 5 januari 1971 werd uitgezonden door de KRO. De serie werd geschreven door Jan Willem Hofstra naar de gelijknamige roman van Ina Boudier-Bakker. De regie was in handen van Peter Holland.
Een deel van de opnames werd gemaakt bij kasteel Nederhorst den Berg.

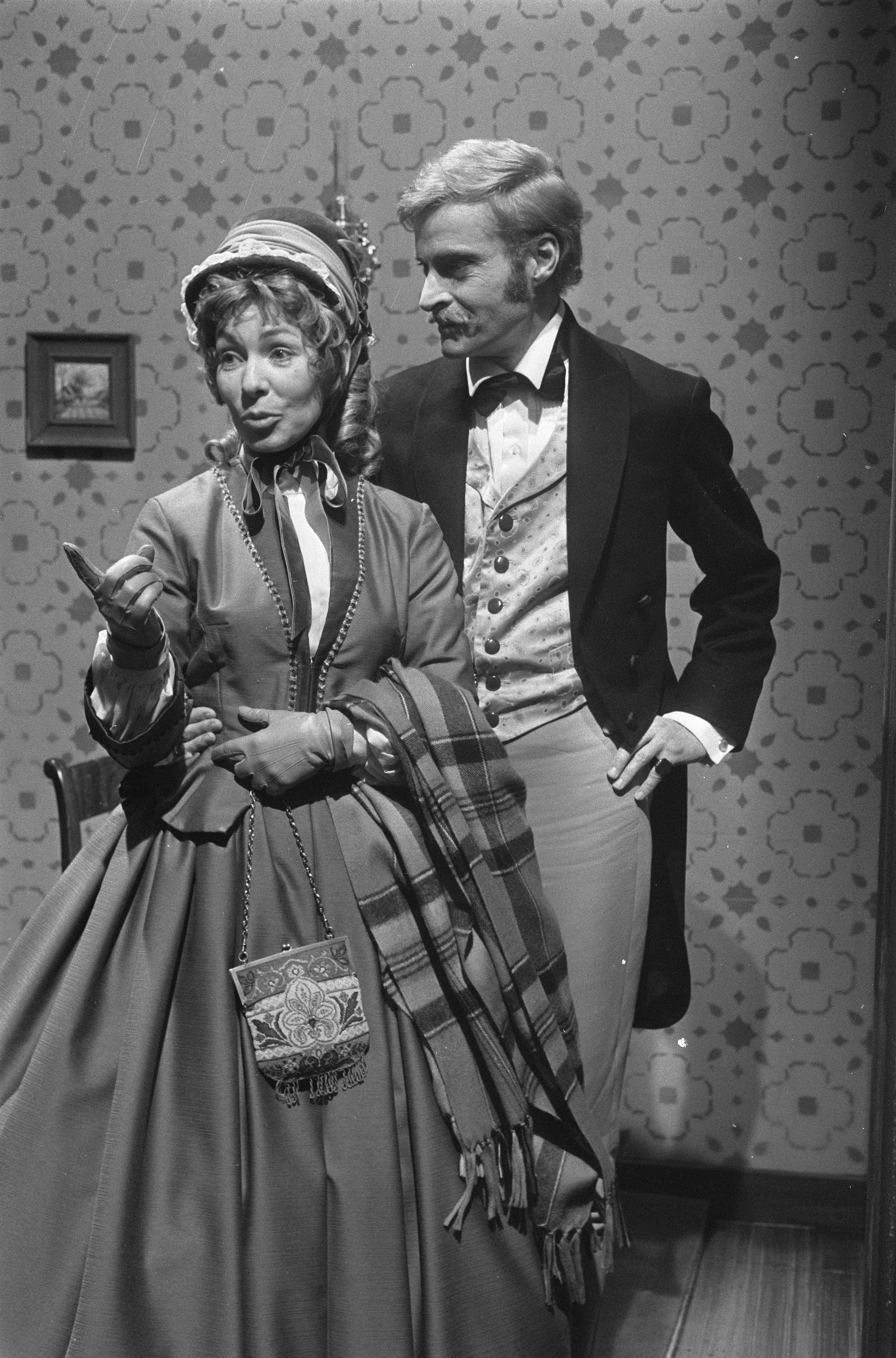
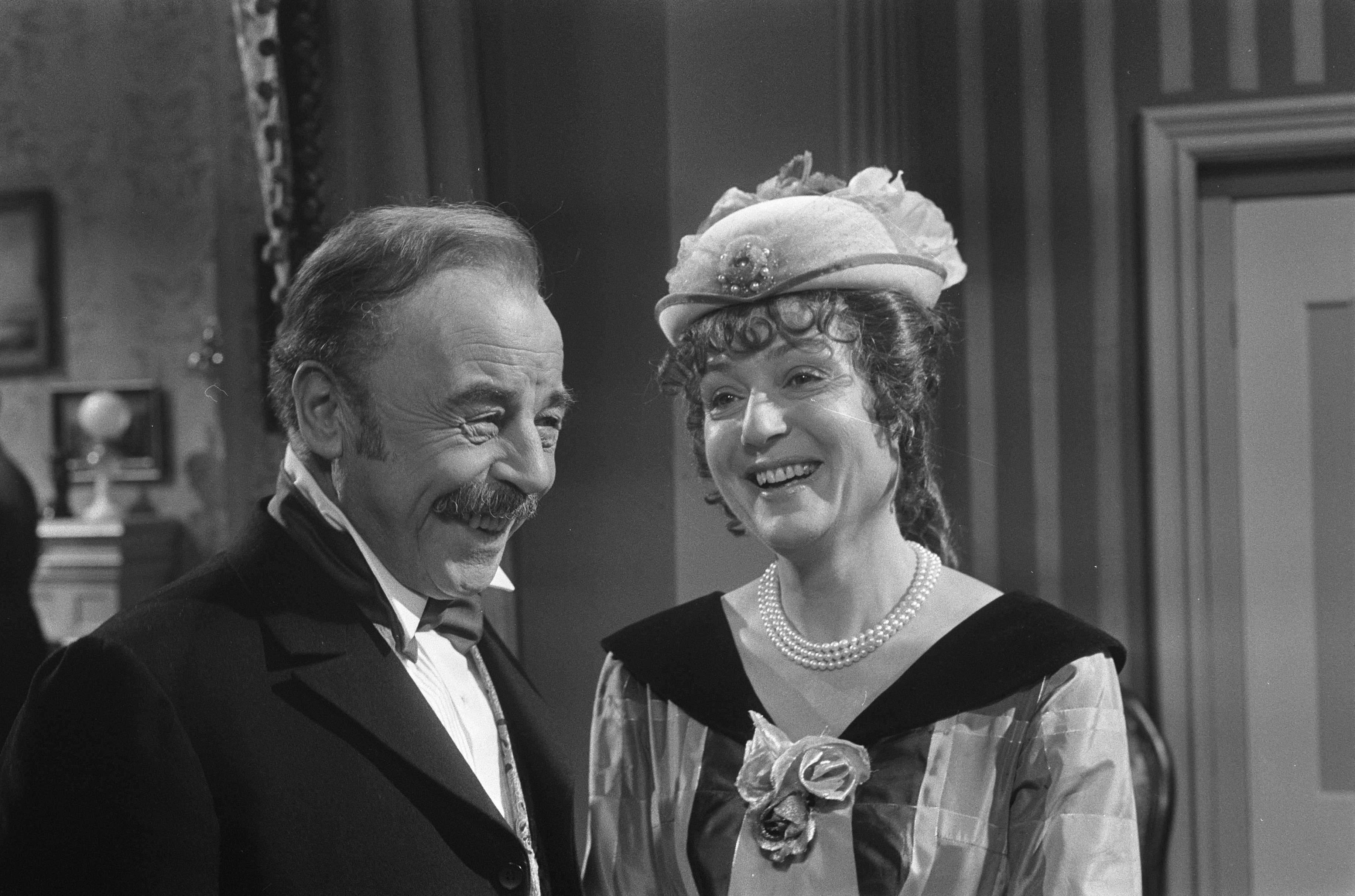
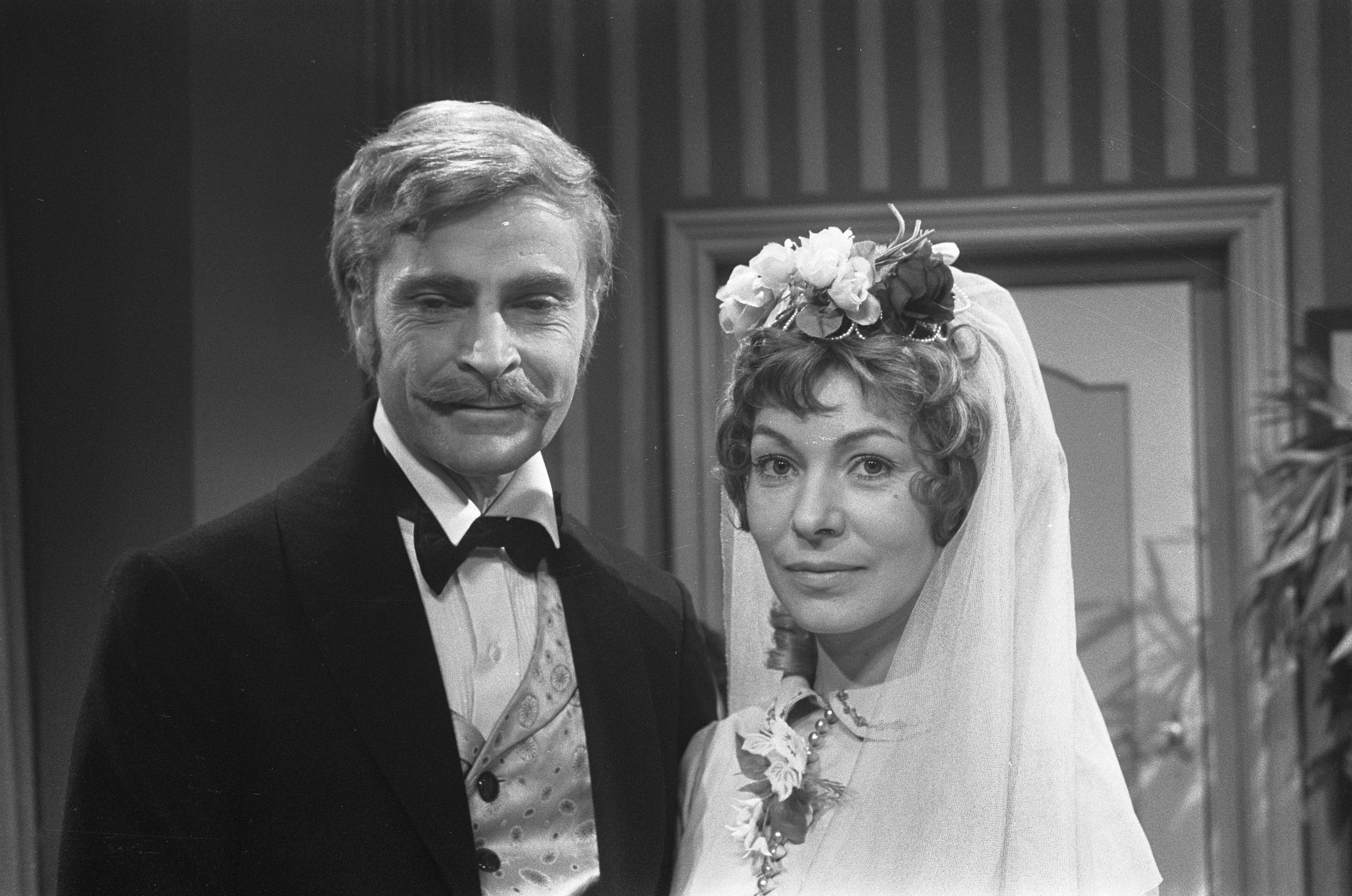
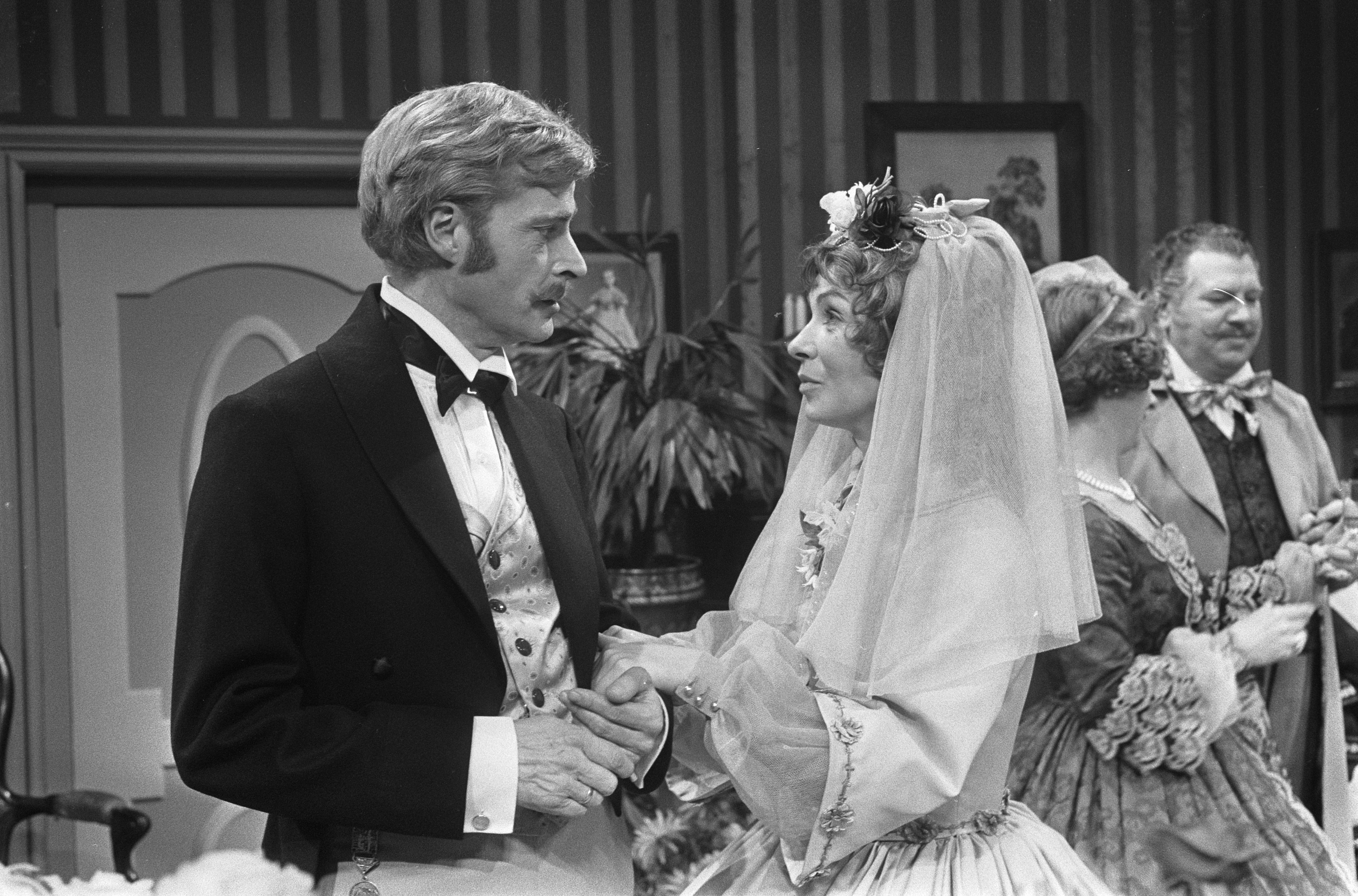
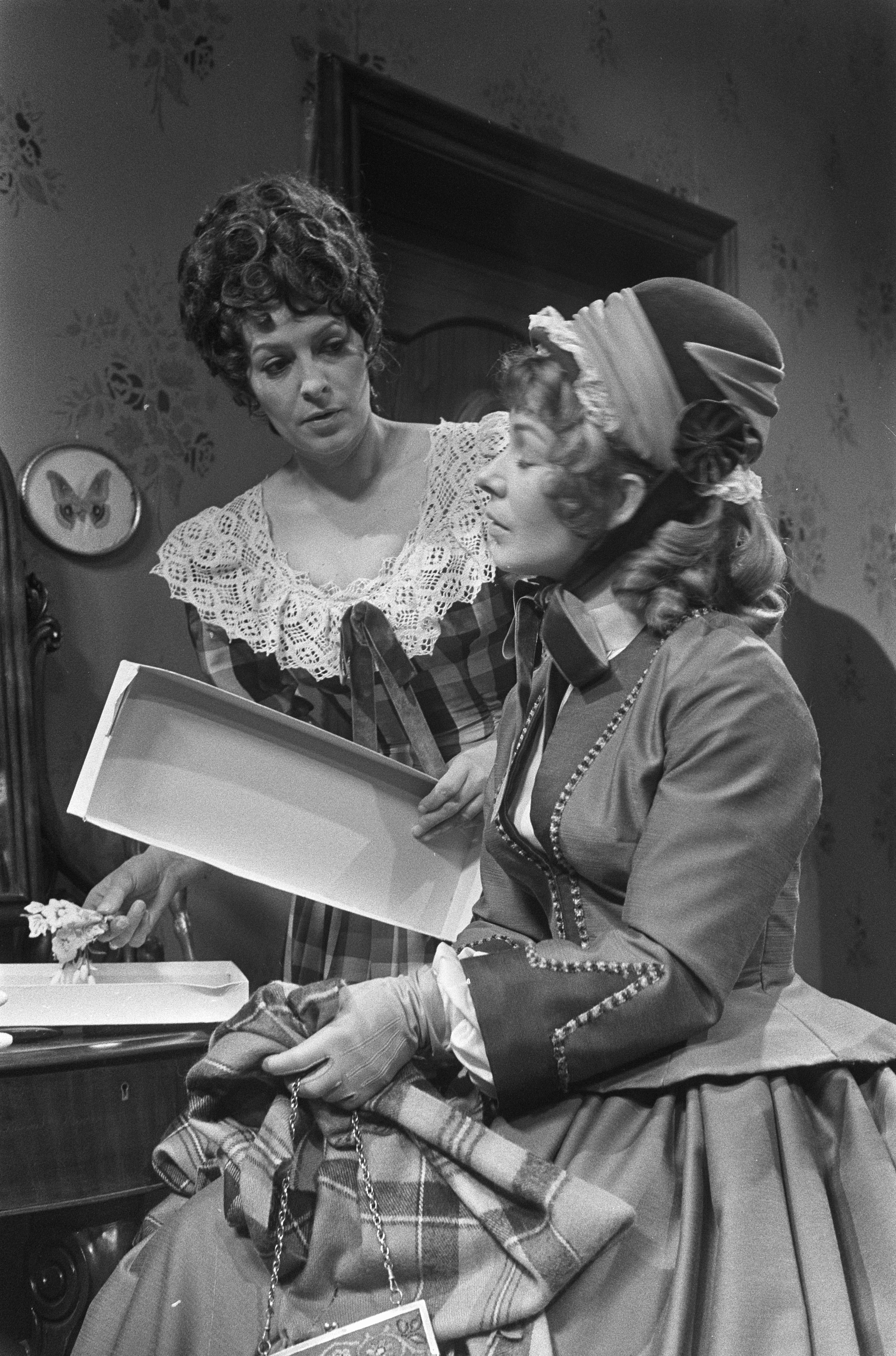

## Hoofdrolspelers
- Albert Abspoel
- Ben Aerden
- IJda Andrea
- Fien Berghegge
- Louis Borel
- Mieke Bos
- Maya Bouma
- Martin Brozius
- Bert Buitenhuis
- Joop van der Donk
- Carol van Herwijnen
- Rudi Falkenhagen
- Lex Goudsmit
- Ad van Kempen
- Ton Kuyl
- Rita Marechal
- Anita Menist
- Piet van der Meulen
- Hero Muller
- Paula Petri
- Ine Rietstap
- Piet Römer
- Elsje Scherjon
- Dore Smit
- Mary Smithuysen
- Jan Staal
- Jan Teulings
- Ine Veen
- Elisabeth Versluys
- Jeanne Verstraete
- Cor Witschge